# Ketty La Rocca
Gaetana La Rocca (La Spezia, 14 de julio de 1938 – Florencia, 7 de febrero de 1976), más conocida como Ketty La Rocca, fue una artista italiana. La Rocca fue una de las artistas italianas más importantes del siglo XX, exponente de la poesía visual y una de las pocas artistas de este ámbito reconocida a nivel internacional. En sus últimos trabajos se dedicó también al arte corporal. 

## Biografía
Ketty La Rocca nació en La Especia en 1938, hija de Elvira Masini y Michele La Rocca. Tras la muerte de su padre, La Rocca se mudó con su madre y su hermana a varias ciudades italianas, entre ellas Roma, Livorno, Aulla y, por último, Espoleto. Aquí en 1956 consiguió el diploma de magisterio. Después de haber conseguido el diploma empezó a trabajar como asistente en una consulta de radiología en Florencia y trabajó allí durante tres años. En 1957 en Florencia La Rocca se casó con Silvio Vasta y en 1960 nació su hijo Michelangelo. Poco después La Rocca ganó una oposición para la enseñanza y empezó a enseñar en la escuela primaria; en estos mismos años se acercó al Gruppo 70, grupo florentino de vanguardia artística.

## Su recorrido artístico
Ketty La Rocca fue una de las protagonistas de los años 60 y 70 y viviendo en contacto con el ambiente artístico y cultural del Gruppo 70 se acercó a las reflexiones típicas de esa época en ese ambiente, entre ellas las reflexiones sobre el lenguaje que ha sido condicionado por los medios de comunicación de masa de la época y por la publicidad. La Rocca utilizó medios diferentes para expresarse artísticamente y varios recursos expresivos.

## Collages
Para comenzar, entre los años 1964 y 1965 La Rocca realizó algunos de sus collage más famosos como Sana come il pane quotidiano y Vergine, obras en las que arrimó imágenes y palabras para criticar a la visión machista que había del cuerpo femenino, que se consideraba y se representaba como un objeto. Además de estos temas, sus obras también abordaban otros temas como el de la guerra en Vietnam o el papel de la iglesia en el ámbito político y moral, como podemos ver en la obra Bianco napalm de 1967.
Para los artistas de la poesía visual el collage era un remedio que podían utilizar para expresar mensajes fuertes y profundos, superando las palabras e incluso las imágenes; de hecho, ellos criticaban tanto al arte como a la literatura de la época el hecho de haberse alejado del lenguaje común. 
La Rocca realizaba sus collage utilizando imágenes y escritas que recortaba de periódicos o revistas y que ella después pegaba en páginas blancas o negras. Ella los organizaba como lemas publicitarios en los que destacaba la reflexión sobre la condición femenina. La atención hacia la situación de las mujeres fue una constante en sus obras, su objetivo era también criticar a los que consideraban las mujeres solo como esposas y madres.

## El uso de las letras
A finales de los años 60 La Rocca empezó a utilizar en sus obras solo las letras que creaban una especie de juego que confundía al espectador; algunas de estas obras se inspiraban a las señales de tráfico. Nacieron así los primeros monogramas, obras gigantes en PVC negro. Las letras que La Rocca utilizaba más eran la I y la J que representaban la primera persona singular: Io en italiano, I en inglés y Je en francés. De esta manera La Rocca intentó reafirmar el ego de manera auténtica ya que a veces está aplastado por la sociedad.

## El uso de los gestos
Posteriormente la artista empezó a utilizar el tema de las manos y, sobre todo, de los gestos que se producen con las manos. En estas obras, donde las protagonistas son las manos, ella añadía también palabras, en realidad son los gestos que transmiten el mensaje, mientras que las palabras están allí creando una especie de marco. En estos trabajos la artista se refería explícitamente al mundo femenino, de hecho, ella representaba los gestos cotidianos realizados por las mujeres. 
En 1969 La Rocca realizó Appendice per una supplica, una obra-vídeo, que presentó en 1972 en la Bienal de Venecia, en la que las manos se convierten en las protagonistas indiscutibles. El vídeo está dividido en tres partes, en la primera la artista realiza una serie de gestos simples y cotidianos, en la segunda aparecen dos manos que delimitan la mano izquierda de La Rocca, que a veces está abierta y otras veces está cerrada en un puño y en la última parte se mueven los dedos, como si la artista estuviera contando y en la pantalla aparece también el número correspondiente. 
La Rocca decidió centrarse tanto en los gestos porque para ella representaban un impulso primitivo que se oponía al uso de la palabra que se consideraba abstracta y lejana de la realidad concreta y cotidiana, de hecho, el cuerpo permite la expresión directa de las emociones y de los estados de ánimos humanos. Además de todo esto, para la artista las manos representaban también la apertura hacia el otro.
La Rocca consideraba la expresión a través de los gestos como una forma más libre y auténtica, ya que el lenguaje estaba condicionado por la sociedad patriarcal. Ella estaba también consciente de que algunos podían considerar el uso de los gestos como una especie de regresión hacia el pasado, cuando todavía no se había desarrollado el lenguaje, pero consideraba esta forma de expresión como una gran posibilidad para los artistas contemporáneos.
En sus obras siguientes añadió un nuevo elemento, el uso casi obsesivo del pronombre inglés you, que representa el otro y también el diálogo que puede nacer entre las personas.

## Le Riduzioni
En los primeros años 70 La Rocca realizó una serie de polípticos en los que las palabras se reducen a signos abstractos en un conflicto entre imágenes y palabras. La primera imagen fotográfica representa la necesidad de volver a apropiarse de la realidad en sus varios aspectos, mientras que en la segunda secuencia la artista rodeó las imágenes con el pronombre inglés you o con frases que no tienen sentido, en una especie de proceso automático de escritura. En estas secuencias el pronombre you se repite muchas veces para definir los contornos de fotografías de obras de arte o lugares famosos. El mensaje que La Rocca quería transmitir era la lejanía y la dificultad de llegar a este you, o sea al “otro”, que siempre se escapa. Para realizar un acto comunicativo el “yo” siempre busca el “otro”, pero solo podemos controlar y dominar el primero y nunca el segundo. En los que las palabras se reducen a signos abstractos en un conflicto entre imágenes y palabras. La primera imagen fotográfica representa la necesidad de volver a apropiarse de la realidad en sus varios aspectos, mientras que en la segunda secuencia la artista rodeó las imágenes con el pronombre inglés you o con frases que no tienen sentido, en una especie de proceso automático de escritura. En estas secuencias el pronombre you se repite muchas veces para definir los contornos de fotografías de obras de arte o lugares famosos. El mensaje que La Rocca quería transmitir era la lejanía y la dificultad de llegar a este you, o sea al “otro”, que siempre se escapa. Para realizar un acto comunicativo el “yo” siempre busca el “otro”, pero solo podemos controlar y dominar el primero y nunca el segundo. 

## Craniologie
Los últimos años de la vida de La Rocca fueron marcados por una enfermedad que la llevaría a la muerte y decidió representar esta enfermedad en una obra, Craniologie, donde la artista utilizó una de las radiografías de su cráneo (donde se encontraba el tumor) y le añadió la imagen de un puño. Según la crítica esta obra es la que más representa la visión del arte que la artista tenía. 